# Mačkat
Mačkat (en serbe cyrillique : Мачкат) est un village de Serbie situé dans la municipalité de Čajetina, district de Zlatibor. Au recensement de 2011, il comptait 892 habitants.

## Histoire
L'église de Mačkat date de 1859 et elle abrite des icônes d'Aleksije Lazović.

## Démographie

### Évolution historique de la population
| 1948 | 1953 | 1961 | 1971 | 1981 | 1991 | 2002 | 2011 |
| ---- | ---- | ---- | ---- | ---- | ---- | ---- | ---- |
| 705  | 737  | 649  | 635  | 607  | 658  | 806  | 892  |

|  |

## Éducation
L'école primaire Milivoje Borović de Mačkat gère également des antennes à Šljivovica, Kriva Reka, Tripkova et Gornja Šljivovica.

## Personnalité
Jovan Mićić (1785-1844), un haïdouk et un combattant du premier et du second soulèvement serbe contre les Ottomans, est né à Mačkat.